# Piotr Adamczyk

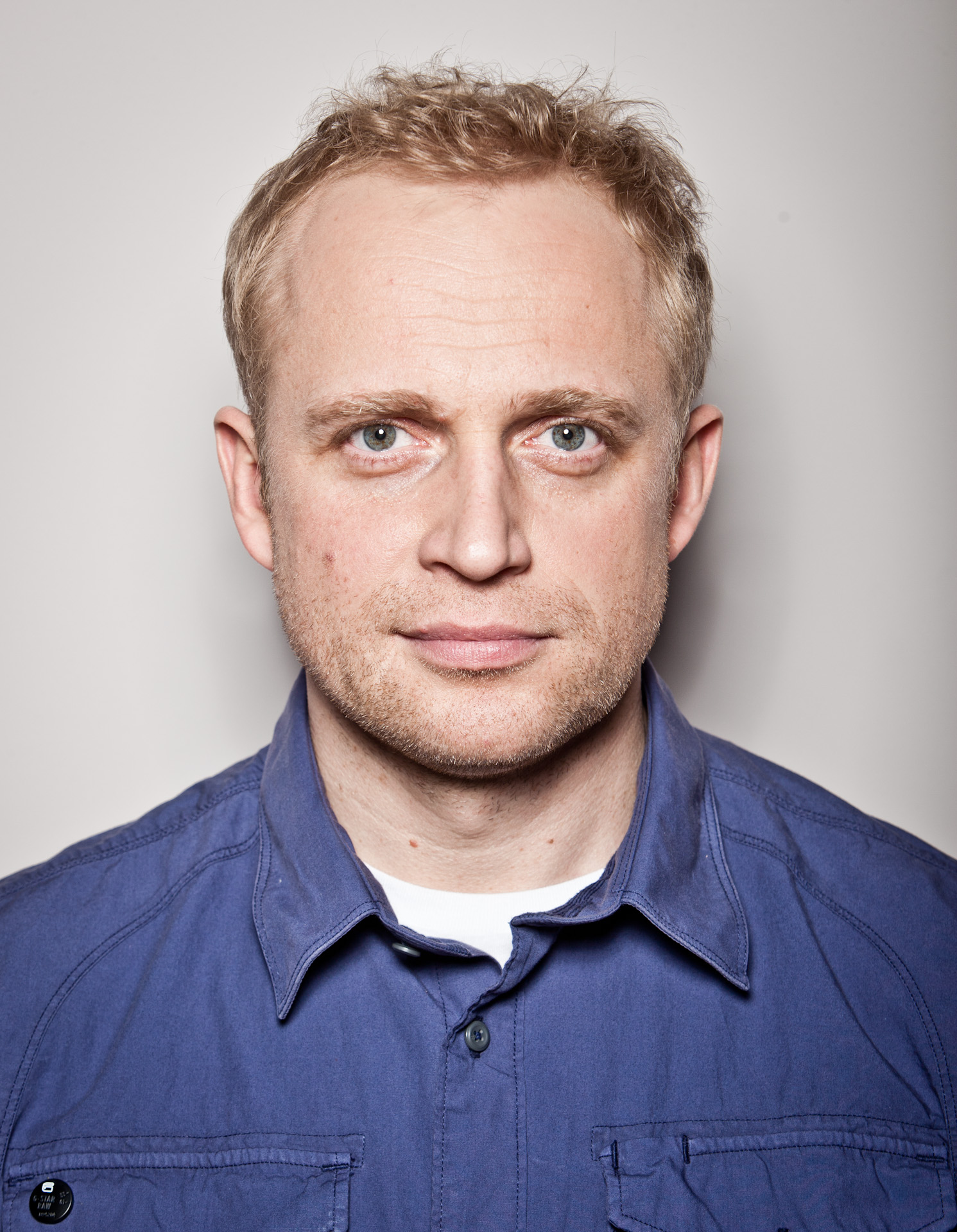
Piotr Adamczyk (2012)

Piotr Adamczyk [pʲɔtr aˈdamtʃɨk] (* 21. März 1972 in Warschau) ist ein polnischer Schauspieler und Synchronsprecher.

## Leben
Adamczyk machte seine Ausbildung zum Schauspieler an der Staatlichen Schauspielschule in Warschau, die er 1995 mit dem Diplom beendete. Zu seinen Hochschullehrern gehörten Anna Seniuk, Mariusz Benoit, Zbigniew Zapasiewicz und Gustaw Holoubek. Anschließend studierte er an der American Theatre Academy in London. Adamczyk wurde vor allem als Film- und Fernsehschauspieler in seiner Heimat bekannt. Er spielte in einigen Fernsehserien. Sein Durchbruch als Filmschauspieler hatte er 1996 mit dem Film Cwal unter der Regie von Krzysztof Zanussi. Seine größten Erfolge lagen in der Darstellung historischer Persönlichkeiten. Er spielte 2002 in Chopin – Sehnsucht nach Liebe den polnischen Komponisten Frédéric Chopin unter Regisseur Jerzy Antczak und in der italienischen Fernsehproduktion Karol – Ein Mann, der Papst wurde stellte er den polnischen Papst Johannes Paul II. dar. Diese Rolle machte ihn 2005 zu einem der populärsten Schauspieler Polens. Der Film wurde noch zu Lebzeiten des Papstes produziert und hatte seine Premiere nach dessen Tod. Im italienischen Fernsehen erhielt der Film eine überwältigende Einschaltquote und in Polen wurde er zu einem der größten Kassenerfolge in den Kinos des Jahres 2005. 2006 folgte dann mit der Produktion Karol – Papst und Mensch der zweite Teil, der sich ausschließlich mit der Zeit des Pontifikats beschäftigt.

## Filmografie (Auszug)
- 1991: Pogranicze w ogniu
- 1991: Ferdydurke
- 1995: Spellbinder – Gefangen in der Vergangenheit (Dwa światy) (Fernsehserie)
- 1997: Die Farbe des Lebens (Our God’s Brother)
- 1999: Egzekutoru
- 1999: Ja, Malinowski
- 2002: Chopin – Sehnsucht nach Liebe (Chopin. Pragnienie miłości)
- 2002: Kariera Nikosia Dyzmy
- 2003: Ciało
- 2005: Karol – Ein Mann, der Papst wurde (Karol, un uomo diventato Papa)
- 2005: Karol – Papst und Mensch (Karol, un Papa rimasto uomo)
- 2007: Testosteron
- 2008: Lejdis
- 2008: Nie kłam, kochanie
- 2009: Second Life
- 2010: Święty interes
- 2010: Trick
- 2011: Och, Karol 2
- 2011: Der Tod im Kreis (Uwikłanie)
- 2012: Die Belagerung (The Day of the Siege: September Eleven 1683)
- 2013: 1939 Battlefield Westerplatte – The Beginning Of World War 2 (Tajemnica Westerplatte)
- 2017: I’m Endless Like the Space
- 2019: Der Name der Rose (Il nome della rosa Fernsehserie)
- 2021: Hawkeye (Fernsehserie, 5 Folgen)
- Seit 2021: For All Mankind (Fernsehserie)
- 2023: Falling Stars